# Erebochlora chamaeleonis
Erebochlora chamaeleonis là một loài bướm đêm trong họ Geometridae.